# トイ・ストーリー3
『トイ・ストーリー3』（原題：Toy Story 3）は、2010年のアメリカ合衆国のアニメーション映画。ピクサー・アニメーション・スタジオ製作。日本での公開日は2010年7月10日。

## 概要
ディズニーデジタル3D（3D映画）作品でシリーズとしては初の3D映画作品。日本国内では主として3D吹き替え版で上映されたが、一部劇場では2D吹き替え版と3D字幕版も上映された。
前作の終盤で提示された「子供はいずれ大人になり、おもちゃから去っていく」というテーマそのものに真正面から向かい合った作品であり、大人の鑑賞を意識した作風となっている。
このテーマを作るためにおもちゃの持ち主であるアンディと観客の子供たちがそのテーマに直面する時まで制作を温めていた。
世界歴代興行収入は2014年4月時点で第12位、アニメーションとしては2010年8月初め、『シュレック2』を抜いて1位となり、2014年3月に『アナと雪の女王』に抜かれるまでその記録を維持し、日本でも100億円を突破した。ただし、観客動員数ではチケット価格の高騰により『ライオン・キング』には劣る。
前2作で監督を務めたジョン・ラセターは製作総指揮に就き、リー・アンクリッチが単独としての監督デビューを果たす。同時上映の短編映画は『デイ&ナイト』。
公開当時はこの作品がシリーズ最終作の予定だったが、シリーズ存続を望む声は止まなかったことから、本作の後日談となる短編のスピンオフ作品が次々と製作されている。2011年に『ハワイアン・バケーション』（『カーズ2』の同時上映短編作として）、2012年に『ニセものバズがやって来た』（『メリダとおそろしの森』の同時上映短編作として）、『レックスはお風呂の王様』（『ファインディング・ニモ 3D』の同時上映短編作として）が公開された。また、本国アメリカでは2013年10月16日にABCテレビでシリーズ初のテレビスペシャルとして『トイ・ストーリー・オブ・テラー!』が、2014年12月2日にテレビスペシャル第2弾『トイ・ストーリー 謎の恐竜ワールド』が放送されるなど、他のピクサー作品とは別格の扱いを受けていた。
そして2014年に、2017年公開予定であるシリーズ第4作の製作が発表された。なお、2015年に2018年へ公開延期が発表され、2016年にはさらに2019年への公開延期が発表されている。公式には2019年6月21日への公開が決定した。
2015年4月18日に、ディズニー・チャンネルで特別編成『トイ・ストーリー コレクション』にて放送された。
2013年以降、スティーヴン・ジェイ・シュナイダーの『死ぬまでに観たい映画1001本』に掲載されている。

## あらすじ
第2作目から数年後。アンディ・デイビスは17歳になっており、大学に進学を控えていた。大学の寮へ引っ越すのに際して、長年のお気に入りだったウッディだけをそこに持っていき、バズ・ライトイヤーやジェシーをはじめとする他のおもちゃたちは全て屋根裏部屋にしまうことを決めた。ところが、屋根裏部屋行きのおもちゃたちがデイビス夫人の手違いでゴミに出されるという事件が起こる。危ういところで難を逃れたおもちゃたちは、直前のアンディとデイビス夫人の会話で「ガラクタだ」と言われたことにショックを受け、完全に捨てられたと思い込み、地元の託児所へ寄付されるおもちゃたちの段ボールに入り込む。
託児所「サニーサイド保育園」に到着した彼らはそこのおもちゃたちに歓待を受け、優しい性格のクマのぬいぐるみロッツォ・ハグベアから、ここがいかに素晴らしい場所かを聞かされ、留まることを決意する。仲間を説得するために同行していたウッディは、彼らの決心が堅いことを知り、失望して1人でサニーサイドを去っていく。しかし、外へ出たところでサニーサイドから帰宅する途中だった4歳の少女ボニー・アンダーソンに拾われ、ウッディは彼女の家へ。ボニーに遊んでもらったウッディは、久々にその喜びを味わうのであった。
一方、新入りのバズとジェシーたちに割り当てられたのは、おもちゃを乱暴に扱う年少の子供たちが集う「イモムシ組」の部屋だった。あまりにひどい扱いに耐え兼ね、バズはロッツォに対し「チョウチョ組」の部屋へ移動させてくれるよう要求する。だが、ロッツォの優しい態度は表向きで、実はこの施設のおもちゃたちはロッツォの恐怖による支配下にあり、新入りのほとんどはイモムシ組の部屋で数日の間に破壊され、ゴミとして捨てられる運命にあるのだった。ロッツォはアンディの家へ帰ろうとするジェシーたちを檻の中に閉じ込め、捕らえたバズのリセットボタンを押して支配下に置き、看守として彼らを見張らせる。
ボニーの家のおもちゃたちから、サニーサイドが独裁的な性格のロッツォによっておもちゃの牢獄と化していることを聞いたウッディは、仲間を救うために施設へ帰る。ジェシーたちと再会したウッディは、仲間たちと共にサニーサイドからの脱走作戦を計画し、実行する。途中、バズを元に戻そうとして誤ってスペイン語モードにしてしまうというハプニングがありながらも、彼を連れ戻して唯一の逃げ道であるダスト・シュートに来たウッディたちだが、あと一歩のところでロッツォに見つかってしまう。さらに、ウッディたち、そしてロッツォは誤ってゴミ回集車に乗せられてしまい、ゴミ処理場に向かう羽目になる。移動中、衝撃によりバズが元に戻るも、彼らはゴミ処理場に辿り着く。そこでウッディたちは身動きが取れずに助けを求めるロッツォを救出するも、彼の最低な裏切りの所為で焼却炉の中に落ち絶体絶命の事態に陥ってしまう。だが、逸れていたリトル・グリーンメン達によって助けられ、奇跡的に生還する。一方、ウッディに「仕返しする価値も無い」とまで言われたロッツォは人間に捕まり、トラックのフロント部分に針金で全身を拘束され、他のおもちゃ達に揶揄われながら、飾りとして晒されるという、処分よりもある意味厳しい罰を受ける事になってしまった。
ウッディたちは、かつて「おもちゃ殺し」と言われていたシドが運転するゴミ回集車に乗って無事アンディの家へと帰還し、ウッディは大学行きの段ボールに、バズやジェシーたちは屋根裏部屋行きの段ボールに入る。だが、友達を見捨てたくないウッディはバズ達と共にボニーのおもちゃになることが一番の方法だと考え、ボニーの家の住所を書いた付箋を屋根裏部屋行きの段ボールに貼り付けると、自分もその中に入る。付箋を見たアンディは決意しボニーの家を訪ねる。無邪気におもちゃで遊ぶボニーを見たアンディはかつての自分と彼女を重ね合わせる。ボニーがおもちゃを大事にする女の子だと知っていたアンディは彼女に自分の宝物であるおもちゃたちを一つ一つ紹介しながら大切にしてくれる事を約束して譲ると、ボニーと共に久々におもちゃたちと遊ぶ。そして、おもちゃたちに感謝と別れを告げたアンディは、大学を目指して車を進める。遠ざかるアンディの車を眺めながら、ウッディも彼に別れを告げた。
エンドロールではウッディやサニーサイドのおもちゃ達のその後が明かされている。

## 登場キャラクター

### おもちゃ
過去2作同様「人間が見ている前では動いてはいけない」というルールのもと動き回っている。

#### アンディのおもちゃたち
陶製電気スタンドのボー・ピープ、ペンギンのウィージーなど大部分のおもちゃは時の流れに応じて新しい持ち主の家へ引き取られて、今も元気に暮らしているという。その為、デイビス家にいたおもちゃは殆ど姿を消しており、一部の特に愛着のあるおもちゃだけが残っているが、彼らも長い間収納されたまま。
ウッディ (Woody)
カウボーイ人形。実は白黒テレビ時代の人形劇『ウッディのラウンドアップ』のプレミアキャラグッズ。
アンディの幼いころからのお気に入りで、最も長くアンディが保持しているおもちゃ。自身もそれを誇りに思っており、一同のまとめ役でもある。しかしそんな彼も前作で危惧していたアンディとの別れが刻々と近づいていることを感じている。最後は自分たちを手放すことを知りながらアンディの家に戻り、重要な決断をする。
アンディは「ウッディの1番素晴らしいところは…何があっても、仲間を見捨てないところだ」と語っており、アンディが遊ぶ中で作っていったウッディのキャラクター像が、そのままウッディ自身の性格に反映されていったことが示唆されている。
恋人のような関係でもあったボー・ピープにはまだ未練があるらしい素振りを見せている。
唐沢寿明演じる日本語吹き替え版では前2作よりも少し声が低くなっている。そのため紐を引いてからの音声も同様に声が低くなっている。
バズ・ライトイヤー (Buzz Lightyear)
スペースレンジャーのアクション人形でウッディの親友。ウッディと並び、一同のまとめ役。アクションボタンを押した際に再生される「無限の彼方へ さあ行くぞ!」（原語版："To infinity and beyond!"）が決め台詞。
本作ではロッツォたちに無理やり自分の設定機能を変えられ、再び自分をスペースレンジャーだと思い込みロッツォの仲間となってしまう、また気を取り戻すとスペイン語で話すなど新たな一面を見せている。
ジェシー (Jessie)
カウガール人形。『ウッディのラウンドアップ』ではウッディの妹。ヨーデルが得意。
子供時代のアンディには「バズーカジェーン」と呼ばれていたが、現在は普通に名前で呼ばれている。
前作以上のじゃじゃ馬ぶりを本作でも発揮する。
彼女に思いを寄せるポーズをとるバズに対しては、憎からず思っているような表情で応える。
ハム (Hamm)
お腹の中にお金をため込んでいる豚の貯金箱。アンディのおもちゃの中でも古株。博識でやや口数が多い。オス。
レックス (Rex)
内気で臆病なティラノサウルスのおもちゃ。アンディのおもちゃの中でも古株。名前の「レックス」はラテン語で「王様」を意味する言葉である。
スリンキー・ドッグ (Slinky Dog)
胴がバネになっている犬のおもちゃ。そのバネはあらゆる場面で役立っている。アンディのおもちゃの中でも古株で、ウッディとは最も長い付き合い。
ブルズアイ (Bullseye)
ウッディ、ジェシーの愛馬。ジェシーと同じく「ウッディのラウンドアップ」に出演していた。言葉は喋らないが、理解はできる。
子供時代のアンディには「ジェット推進ホース」と呼ばれていたが、現在では普通に名前で呼ばれている。
バズを含めてアンディに捨てられたと勘違いしている仲間たちに失望して、1人でアンディの家に帰ろうとするウッディに愛馬として唯一ついて行こうとするが、帰ってもブルズアイは屋根裏部屋で一人ぼっちになることが分かっていたため「だめだ、お前は残れ」と断られた。
ミスター・ポテトヘッド (Mr. Potato Head)
パーツの着脱が可能なジャガイモ頭の人形。アンディのおもちゃの中でも古株。皮肉屋。
トルティーヤやキュウリなどに自分のパーツをはめ込めば、それを胴体にして動き回ることもできる。
ミセス・ポテトヘッド (Mrs. Potato Head)
ミスター・ポテトヘッドの妻。ミスターとはラブラブ。
前作では脇役だが、本作ではかなり重要な役割で右目のパーツを紛失した姿で登場する。身体から離れた状態の右目も見える。第一作の終盤では名前けが登場している。
リトル・グリーン・メン (Aliens)
3人組のエイリアン人形。それぞれの固有名詞は不明（存在するかどうかも不明）なうえ外見も声も性格も同じなので個々の判別は不能。前作であわや車から放り出される危機をミスター・ポテトヘッドに助けられ、以降ポテトヘッド夫妻の養子として扱われている。未だにミスターへの感謝を忘れない律義者達。
UFOキャッチャーの景品であるためか、未知の世界へ旅立つ象徴のクレーンを"The Claw"（日本語吹き替え版では「神様」）と呼んで慕う傾向がある。基本的に頼りない場面が多いが、終盤で思いがけない活躍を見せる。
軍曹 (Sarge)
緑色の小さな兵隊人形「グリーン・アーミー・メン」の司令官。前二作では何十体もいたが、本作では1作目の軍曹1体と落下兵2体の3体しか残っていない。固有名詞はなく、「軍曹」と呼ばれる。
アンディに未練はないようで、冒頭で別れの挨拶もそこそこにアンディの家から去った。その後、エンドロールでサニーサイドにたどり着いた。ウッディ達がこのことを知っているかは不明。

#### モリーのおもちゃ
バービー (Barbie)
アンディの妹・モリーの着せ替え人形。実在のおもちゃ。
行動力があり、仲間の危機には毅然として立ち向かう。
冒頭でモリーに捨てられサニーサイドへ寄付されるが、そこでケンと出会い恋に落ちる。
なお上記の通りバービーは、アンディのおもちゃたちとは違い最初からサニーサイドに寄付されたおもちゃのため、彼らの脱走には協力こそしたが、ケンがいたこともあり、自分自身はサニーサイドに残った。

#### ボニーのおもちゃたち
ボニーの演技力を絶賛し、ごっこ遊びを「演技」と考えている。
ドーリー (Dolly)
紫の髪をした女の子のぬいぐるみ。ボニーのごっこ遊びでは専ら非常に悪い魔女の役になる。
ミスター・プリックルパンツ (Mr. Pricklepants)
レーダーホーゼンを着たハリネズミのぬいぐるみ。ドイツ製。男の子。
演劇に憧れており、与えられた役の演技には全力で取り組む。おもちゃ同士の普段の会話も、芝居じみた大仰な話し方をする。ごっこ遊びの途中ボニーがトイレに行っている間、他のおもちゃはウッディに積極的に話しかけたが、彼は演技に集中し、一切動こうとしなかった。
バターカップ (Buttercup)
ユニコーンのぬいぐるみ。男の子。ブルズアイと違って言葉を話せる。
DVDの特典映像に登場する構想図を見ると、当初はロッツォ一味として構想されていたことがわかる。逆にロッツォ一味の中にストレッチが描かれておらず、ストレッチとポジションが交替されたと思われる。
トリクシー (Trixie)
プラスチック製のトリケラトプスの人形。女の子。角の塗装がやや落ちている。
ボニーの母のパソコンで、近所に住む恐竜のおもちゃとこっそり連絡を取り合っている。レックスとは同じメーカーの製品。
チャックルズ (Chuckles the Clown)
ピエロの人形。ロッツォの仲間だったが、現在のロッツォによるサニーサイドの支配を快く思っていない。一人称は「俺」。
かつてはロッツォとビッグ・ベビーと共にサニーサイドにいたが、やがて壊され捨てられる直前にボニーが家に持ち帰って修理したことで難を逃れた。以前の持ち主であるデイジーのペンダントを今でも持っている。過去をいまだに引きずっており、おもちゃ化していないときは常に暗い表情をしているが、エンドロールでボニーが描いた自分の絵を見た際には笑顔を見せる。
お豆3兄妹 (Peas-in-a-Pod)
ジッパー付きの莢に収まっている3粒の枝豆のぬいぐるみ（兄と妹2人）。それぞれの固有名詞は明らかになっておらず、外見では判別不能。手足がないにもかかわらず自らジッパーを開閉することが可能。まだ精神的に幼く、ミスター・ポテトヘッドの中に入るいたずらをしている。
トトロ (Totoro)
日本のアニメ映画『となりのトトロ』に登場する不思議な巨大生物のぬいぐるみ。版権の制約のためセリフはない。
シリーズの生みの親で製作総指揮のジョン・ラセターとスタジオジブリの宮崎駿との友情から登場が決定した。
1回限りの登場で、それ以降のシリーズ（短編作品も含む）には登場していない。

#### サニーサイド保育園のおもちゃたち
サニーサイドのおもちゃは幼い（＝おもちゃを大切に扱う）子供たちの「チョウチョ組」と、より幼い（=おもちゃを乱暴に扱う）子供たちの「イモムシ組」に分けられている。両部屋のおもちゃの間にはロッツォの恐怖支配による階級差があり、サニーサイドに来たおもちゃは初めにイモムシ組に入れられ、ロッツォの寵愛を受けたおもちゃがチョウチョ組へと昇進する。夜間は脱走者がないようにミニカーや保安カメラ、監視役の猿によるパトロールなどが行われている。基本、ロッツォを除くサニーサイドのおもちゃの性格は悪くないが、ロッツォの独裁が始まってからは新入りが決して生き残れない場所となってしまう。
ロッツォ・ハグベア (Lots-o'-Huggin' Bear/Lotso)
本作のディズニー・ヴィランズ。長年サニーサイドにいるピンクの熊のぬいぐるみ。苺の匂いがするらしい。一人称は「私」または「俺」。
以前の持ち主である少女「デイジー」に後述のビッグ・ベビー、チャックルズと共に手違いで置き去りにされてしまい、自力で帰りついたデイジーの家で新しいロッツォが可愛がられているのを見て以降、性格が歪んでしまう。
サニーサイドを力で支配しており、チョウチョ組のおもちゃが壊されないように、新入りのおもちゃをイモムシ組に閉じ込めている。
劇中では杖（おもちゃのハンマー）をついているが、これはサニーサイドの前でピザ・プラネットの車から転落し怪我をしたためである。そのシーンの前後で歩き方が異なっている。
終盤で反省したかに見えたが、歪んだ性格は直らずウッディ達を見殺しにしようとしたものの、最終的に失敗に終わる。
ビッグ・ベビー (Big Baby)
等身大（身長46cm）の赤ちゃん人形。サニーサイドへ来る以前からのロッツォの仲間。
片目の瞼が常に半分閉じたままで、塗装が割れている。とあるシーンで発した「ママ」（=デイジーのこと。日本語では吹き替えされている）しか話さない。
脱走を試みたおもちゃを捕まえるなど、ロッツォに従順な態度を取っていたが、終盤で持ち主のデイジーの名前が書かれたネームプレートをロッツォにハンマーで壊されたことで激昂し、ロッツォをダストボックスに投げ込んだ。
ケン (Ken)
着せ替え人形。ロッツォの補佐役に近い立場。「女の子のおもちゃ」呼ばわりされると怒る。服をかなりコレクションしている。
バービーのボーイフレンドとして作られた実在のおもちゃ。サニーサイドを訪れたバービーと出会い恋に落ちる。
エンドロールを見るにサニーサイドのおもちゃ達の新たなリーダーに就任したようであり、ウッディ達にサニーサイドの暮らしが良くなったことを記載した手紙を書いている。
ストレッチ (Stretch)
紫色のタコのおもちゃ。ゴム製で伸縮できる。ロッツォ一味の紅一点。
エンドロールにて、ケンの手紙をボニーのリュックに入れている。
DVDの特典映像に登場する構想図を見ると、当初はロッツォ一味としてデザインされていなかったことがわかる。逆にロッツォ一味の中にバターカップが描かれており、バターカップとポジションが交替されたと思われる。
チャンク (Chunk)
岩石のモンスターのおもちゃ。ロッツォ一味の一人。
顔がローラー状になっており、スイッチを押すと表情が変わる（青い目の親しげな顔と、赤い目の怖い顔）。
トゥイッチ (Twitch)
昆虫人間のアクションフィギュア。ロッツォ一味の一人。
スパークス (Sparks)
ロボットのおもちゃ。キャタピラを動かすと胸から火花が散る。ロッツォ一味の一人。
チャターフォン (Chatter Telephone)
台座に車輪がついた電話機のおもちゃ。サニーサイドの古株であり、ウッディたちの脱走計画に助力する。
フィッシャープライス社から発売している実在のおもちゃで、台座が木製の第二世代ビンテージトイ。
猿 (Monkey)
受付に飾られている、シンバルをもった猿のおもちゃ。脱走を試みるおもちゃたちを保安カメラのモニターで監視し、ロッツォらに通報している。
1970年代に「わんぱくスージー（英語名：Musical Jolly Chimp）」という名前で売られていた実在のビンテージトイが元になっている。言葉は喋らず、ただ鳴いている。
ブックワーム (Bookworm)
懐中電灯を抱え、眼鏡をかけたイモムシ。ベッドサイドでの読書を助けるおもちゃ。図書室の主。図書室の本とともに各種おもちゃの説明書も管理している。彼の存在は数ある脱獄映画へのオマージュである。ロッツォの支配下にあるが、変装して「あるもの」を取りに行ったバービーの正体を知りながら見逃す。脱獄映画における図書係がそうであるように、彼は中立の立場を保ち、騒ぎの渦中に巻き込まれるのを嫌がり、かつ物語のカギを握る人物のひとりである。
びっくり箱 (Jack-in-the-Box)
サニーサイドにいるおもちゃの一つ。原語版ではリー・アンクリッチ監督自ら声を担当する。
シーンセイ (See'n Say)
自動販売機の賭場でルーレットとして使われていた、実在のおもちゃ。家畜の絵が描かれており、矢印が止まるとそれに対応する動物の鳴き声がする。
過去にアンディの部屋にあったものより年代が古い、レバーではなく紐を引いて動かすタイプのビンテージトイ。アンディが所有していたものと異なり、自意識を持っている様子は見られない。

#### その他
回収車のおもちゃたち (Garbage Truck Toys)
終盤で登場する固有名詞不明のぬいぐるみ。カエル、猫、オスカー・ザ・グラウチのような毛むくじゃらの生き物の3体。運転手によって回収車のバンパー部分に縛られ身動きがとれない状態だが、意外と楽しんでいる様子。

### 人間・動物
アンディ・デイビス (Andy Davis)
本作では17歳に成長。大学進学を控え、家を出ようとしている。また、ウッディに関して知識を身に付けたようであり、「バズーカジェーン」や「ジェット推進ホース」と呼んでいたジェシーやブルズアイの事もきちんと名前で呼ぶようになった。家を出た最後の日、久々におもちゃで遊んでから、ウッディ達に別れを告げた。シリーズを通してのキーパーソンだが、具体的にどのような人物かは明かされていない。
デイビス夫人 (Andy's Mom)
アンディの母親。アンディが袋詰めにしたおもちゃたちをゴミに出してしまい、騒動のきっかけとなる。「2」で登場した、ジェシーの最初の持ち主だったエミリーなのではないかという説がファンの間にあるが、原案のピート・ドクターは否定している。
モリー・デイビス (Molly Davis)
アンディの妹。本作では既に10歳に成長。おもちゃよりもゲームやiPodに夢中で、何の迷いもなくバービーを手放した。
バスター (Buster)
アンディが飼っている犬。1作目では子犬（声のみの登場）だったが、本作ではすでに老犬になっており、動きが鈍く、その上かなり太ってしまっているものの、今でもウッディの口笛に応えてやってくる。
ボニー・アンダーソン (Bonnie Anderson)
サニーサイドに通うおもちゃ好きの少女。4歳。幼い頃のアンディ同様、人形劇仕立てのごっこ遊びが大好きで、おもちゃ達に演技力を絶賛されている。ラストで重要な役割を果たす。
ボニーのママ (Bonnie's Mom)
サニーサイドの職員で、アンディのママとは顔見知り。アンディのことも知っている。
シド・フィリップス（Sid Phillips）
デイビス家の近所を担当するゴミ処理トラックの運転手。
作中では言及されないが、実は成人したシド・フィリップスであることが明かされている。（音声解説より）劇中でも原語版の声優が一致している事、トレードマークのドクロ柄のシャツを着用している事など、彼がシド本人と一致していることが示唆されている。そのファンキーな動作や声で遠くからでも本人と分かる。
『トイ・ストーリーシリーズ』の世界において唯一「おもちゃが生きている」ことを知っている人物であり、ファンの間では彼がゴミの収集人となったのは過去を反省し、捨てられたおもちゃを救うためだという説がある。
デイジー (Daisy)
ロッツォ、ビッグ・ベビー、チャックルズの元の持ち主である少女。ある日、3人をピクニックに連れて行った際、手違いで置き去ってしまい、新しいロッツォを買った。ところが、この行動がロッツォの心を変化させてしまう。

## 声の出演
| 役名                            | 役名                            | 原語版声優                                                     | 日本語吹替                                                       |
| ------------------------------- | ------------------------------- | -------------------------------------------------------------- | ---------------------------------------------------------------- |
| ウッディ                        | ウッディ                        | トム・ハンクス                                                 | 唐沢寿明                                                         |
| バズ・ライトイヤー              | オリジナル                      | ティム・アレン                                                 | 所ジョージ                                                       |
| バズ・ライトイヤー              | スペイン語部分                  | ハビエル・フェルナンデス・ペナ                                 | ハビエル・フェルナンデス・ペナ                                   |
| ジェシー                        | ジェシー                        | ジョーン・キューザック                                         | 日下由美                                                         |
| ロッツォ・ハグベア              | ロッツォ・ハグベア              | ネッド・ビーティ                                               | 勝部演之                                                         |
| アンディ・デイビス              | 17歳                            | ジョン・モリス                                                 | 小野賢章                                                         |
| アンディ・デイビス              | 8歳                             | チャーリー・ブライト                                           | 石坂彪流                                                         |
| ミスター・ポテトヘッド          | ミスター・ポテトヘッド          | ドン・リックルズ                                               | 辻萬長                                                           |
| スリンキー・ドッグ              | スリンキー・ドッグ              | ブレイク・クラーク                                             | 永井一郎                                                         |
| レックス                        | レックス                        | ウォーレス・ショーン                                           | 三ツ矢雄二                                                       |
| ハム                            | ハム                            | ジョン・ラッツェンバーガー                                     | 大塚周夫                                                         |
| ミセス・ポテトヘッド            | ミセス・ポテトヘッド            | エステル・ハリス                                               | 松金よね子                                                       |
| ケン                            | ケン                            | マイケル・キートン                                             | 東地宏樹                                                         |
| バービー                        | バービー                        | ジョディ・ベンソン                                             | 高橋理恵子                                                       |
| ボニー                          | ボニー                          | エミリー・ハーン                                               | 諸星すみれ                                                       |
| ミスター・プリックルパンツ      | ミスター・プリックルパンツ      | ティモシー・ダルトン                                           | 落合弘治                                                         |
| シド・フィリップス              | シド・フィリップス              | エリック・ヴォン・デットン                                     | 落合弘治                                                         |
| ドーリー                        | ドーリー                        | ボニー・ハント                                                 | 田中敦子                                                         |
| トリクシー                      | トリクシー                      | クリスティン・スカール                                         | 許綾香                                                           |
| バターカップ                    | バターカップ                    | ジェフ・ガーリン                                               | ふくまつ進紗                                                     |
| びっくり箱                      | びっくり箱                      | リー・アンクリッチ                                             | ふくまつ進紗                                                     |
| ゴミ処理場の作業員              | ゴミ処理場の作業員              | 不明                                                           | ふくまつ進紗                                                     |
| ストレッチ                      | ストレッチ                      | ウーピー・ゴールドバーグ                                       | 片岡富枝                                                         |
| チャンク                        | チャンク                        | ジャック・エンジェル                                           | 石井隆夫                                                         |
| スパークス                      | スパークス                      | ジャン・ラブソン                                               | 桜井敏治                                                         |
| トゥイッチ                      | トゥイッチ                      | ジョン・サイガン                                               | 我孫子令                                                         |
| アンディのママ                  | アンディのママ                  | ローリー・メトカーフ                                           | 小宮和枝                                                         |
| ボニーのママ                    | ボニーのママ                    | ロリ・アラン                                                   | 堀越真己                                                         |
| モリー・デイビス                | モリー・デイビス                | ベアトリス・ミラー                                             | きゃさりん                                                       |
| 軍曹 （グリーン・アーミーメン） | 軍曹 （グリーン・アーミーメン） | R・リー・アーメイ                                              | 谷口節                                                           |
| 部下 （グリーン・アーミーメン） | 部下 （グリーン・アーミーメン） | R・リー・アーメイ                                              | 根本泰彦 綿鍋想                                                  |
| チャターフォン                  | チャターフォン                  | テディ・ニュートン                                             | 山路和弘                                                         |
| ブックワーム                    | ブックワーム                    | リチャード・カインド                                           | 多田野曜平                                                       |
| 清掃員トニー                    | 清掃員トニー                    | ボブ・ピーターソン                                             | 多田野曜平                                                       |
| ゴミ収集車のカエル              | ゴミ収集車のカエル              | ジャック・ウィルス                                             | 多田野曜平                                                       |
| チャックルズ                    | チャックルズ                    | バド・ラッキー                                                 | 小林尚臣                                                         |
| リトル・グリーン・メン          | リトル・グリーン・メン          | ジェフ・ピジョン                                               | 落合弘治 桜井敏治 多田野曜平                                     |
| ビッグ・ベビー                  | ビッグ・ベビー                  | ウッディ・スミス                                               | 末原一乃                                                         |
| お豆3兄妹                       | お豆3兄妹                       | アンナ・クローバー チャーリー・ブライト ブリアンナ・メイワンド | 大谷咲葵 松本航輝 古口貴子                                       |
| シーンセイ                      | シーンセイ                      | 不明                                                           | 家中宏                                                           |
| 子供たち                        | 子供たち                        | 不明                                                           | 磯部蒼太 佐藤優莉夏 上野楓恋 小田恵大 皆川勇仁 本川嵐翔 末原一乃 |
| その他                          | その他                          | 不明                                                           | 鶴岡瑛梨 さとう優衣 奥村円佳 宮崎亜友美                          |
| ブルズアイ                      | ブルズアイ                      | フランク・ウェルカー                                           | 原語音声流用                                                     |
| バスター                        |                                 | フランク・ウェルカー                                           | 原語音声流用                                                     |
| つなぐでござる                  |                                 | フランク・ウェルカー                                           | 原語音声流用                                                     |
| 猿                              |                                 | フランク・ウェルカー                                           | 原語音声流用                                                     |

## スタッフ
- 監督：リー・アンクリッチ
- 原案：ジョン・ラセター、アンドリュー・スタントン、リー・アンクリッチ
- 脚本：マイケル・アーント
- 音楽：ランディ・ニューマン
- 製作：ダーラ・K・アンダーソン
- 製作総指揮：ジョン・ラセター
- 共同製作：ニコル・パラディス・グリンドル
- ストーリー・スーパーバイザー：ジェイソン・カッツ
- 編集：カン・シュレッツマン
- プロダクション・デザイン：ボブ・ポーリー
- スーパーバイジング・テクニカル・ディレクター：グイド・クアローニ
- スーパーバイジング・アニメーター：ボビー・ポデスタ、マイケル・ヴェンチュリーニ
- 美術監督：ダイスケ・ダイス・ツツミ
- シニアクリエイティブチーム　ピクサー：ブラッド・バード、ピート・ドクター、ジョン・ラセター、アンドリュー・スタントン、リー・アンクリッチ
- スペシャルサンクス：キャスリーン・ブラウン、スティーブ・ジョブズ、宮崎駿、鈴木敏夫

### 日本語吹き替え版制作スタッフ
- 翻訳：いずみつかさ
- 演出：松岡裕紀
- 翻訳監修：イアン・マクドゥーガル
- 録音：上村利秋
- 制作担当：村井亨子（スタジオ･エコー）
- 録音制作：スタジオ・エコー
- 制作監修：津司大三
- 制作総指揮：佐藤淳
- 制作：DISNEY CHARACTER VOICES INTERNATIONAL, INC.

## 製作
『トイ・ストーリー2』公開から3年後となる2002年、まだ本作の製作すら決定していない段階で、ウッディ役のトム・ハンクスは出演を意欲的に考え、「スタッフがこの映画に必要とすることなら、何でもやろう」と語った。
当初は、ディズニーによるピクサー作品の配給契約が『カーズ』までで切れることになっていた為、ディズニーのCGアニメ部門であるサークル7アニメーションによる『トイ・ストーリー3』の制作が進められていた。ジム・ハーツフェルドが書いたそのスクリプトは、「リコールされて台湾の玩具工場に送り返されたバズをウッディ達が連れ戻しに向かう」というものであった。
他のピクサー作品と同様に、吹き替え版では本編中の要所の表記が日本語に変わっており、映像ソフト版でも音声メニューで吹き替えを選択すると、劇場公開時と同様の表記となるが、配役については、2003年にミスター・ポテトヘッド役の名古屋章が亡くなったため、後任として辻萬長が起用された。
2006年1月にピクサー社がディズニーに買収、子会社化され、エドウィン・キャットマルとジョン・ラセターがディズニーのアニメーション部門チーフに就任し、さらにサークル7アニメーションが閉鎖したことで旧企画は白紙撤回された。その翌月にはピクサーによる『トイ・ストーリー3』が製作中あることが確認された。2007年2月8日、キャットマルは全2作を担当したジョン・ラセターに代わってリー・アンクリッチが監督し、マイケル・アーントが脚本を執筆することを発表した。総製作期間は4年であり、そのうち約3分の2は脚本・ストーリー作りといったプリプロダクションに充てられ、そのときに出てきた「もしも玩具が刑務所に入ったら」というアイデアが発展させられた。
本作の3Dは、観客がおもちゃの世界に入りこめるように人間目線ではなく「おもちゃの目線」を意識して作られた。3Dを監修したボブ・ホワイトヒルよると、左目用と右目用のカメラの距離を通常より短く設定することにより「おもちゃの目線」を実現することができたという。
ドルビーラボラトリーズが2010年3月に新たに発表した「ドルビーサラウンド7.1」を初めて導入した作品である。

## 評価
映画評論家によるレビューのデータベースのRotten Tomatoesによると、99%（248人中245人）が本作に対し肯定的な評価を下し、「コメディ・冒険・ドラマ的要素が上手く交わっており、珍しく優れたシリーズ第3作である」と評されている。また、同サイトで特に注目度の高い評論家のレビューを集めたCream of the Cropでは、38人中100%の支持率を得ている。また別のレビューデータベースのMetacriticでは、39のレビュー全てが肯定的なもので、平均点が100点満点中92点であった。

### 興行成績
北米4,028館で公開され、週末3日間で1億900万ドルを稼いだ。これは公開週末興行成績としては史上10番目に高く、アニメーション映画としては『シュレック3』に次いで2位の記録である。また、G指定（全年齢対象）の作品としては最高の初動成績である。公開24日目には約3億3900万ドルに達して『アリス・イン・ワンダーランド』を超えて2010年第1位の興行成績となった。翌25日目には『ファインディング・ニモ』を超えてピクサー作品歴代1位となり、同時に『シュレック2』の4億4100万ドルに次いで北米アニメーション映画歴代2位の成績となった。58日目には4億ドルを突破した。
日本では、前売りチケットが発売14週間でピクサー映画史上最多となる15,559枚を売り上げていた。公開2日間で動員64万9,299人、興収9億7,733万2,450円を稼いで映画観客動員ランキング（興行通信社調べ）で初登場1位となり、『ファインディング・ニモ』を抜いて洋画アニメーション史上歴代トップとなる初動成績を記録した。また、『アリス・イン・ワンダーランド』に次いで2010年第2位の初動成績である。累計で108億円までに達した。
世界興行収入は10億6300万ドルを超え、2010年1位の成績である。歴代では『パイレーツ・オブ・カリビアン/デッドマンズ・チェスト』に次いで7位の成績である。

### 受賞とノミネート
アニメーション映画としてアカデミー作品賞にノミネートされたのは、『美女と野獣』『カールじいさんの空飛ぶ家』に続き三作目である。
| 映画賞                                                     | 部門（候補者）                       | 結果       | 出典   |
| ---------------------------------------------------------- | ------------------------------------ | ---------- | ------ |
| アカデミー賞                                               | 長編アニメーション賞                 | 受賞       |        |
| アカデミー賞                                               | 主題歌賞                             | 受賞       |        |
| アカデミー賞                                               | 作品賞                               | ノミネート |        |
| アカデミー賞                                               | 脚色賞                               | ノミネート |        |
| アカデミー賞                                               | 音響編集賞                           | ノミネート |        |
| ティーン・チョイス・アワード                               | アニメ映画賞                         | 受賞       | [ 30 ] |
| ニコロデオン・オーストラリアン・キッズ・チョイス・アワード | 映画賞                               | ノミネート | [ 31 ] |
| ハリウッド・ムービー・アワード                             | アニメ賞（リー・アンクリッチ）       | 受賞       | [ 32 ] |
| デジタル・スパイ・ムービー・アワード                       | 作品賞                               | 受賞       | [ 33 ] |
| スクリーム賞                                               | ファンタジー映画賞                   | ノミネート | [ 34 ] |
| スクリーム賞                                               | スクリーム・プレイ賞                 | ノミネート | [ 35 ] |
| スクリーム賞                                               | ファンタジー俳優賞（トム・ハンクス） | ノミネート | [ 36 ] |
| スクリーム賞                                               | 3Dトップ3                            | ノミネート | [ 37 ] |
| 東京アニメアワード2011                                     | 海外劇場部門優秀作品賞               | 受賞       | [ 38 ] |

## サウンドトラック
| #   | タイトル                         | 作詞 | 作曲・編曲 | 作曲（歌）           | 時間 |
| --- | -------------------------------- | ---- | ---------- | -------------------- | ---- |
| 1.  | 「僕らはひとつ」                 |      |            | ランディ・ニューマン | 4:03 |
| 2.  | 「君はともだち（スペイン語版）」 |      |            | ジプシー・キングス   | 2:15 |
| 3.  | 「カウボーイ!」                  |      |            | ランディ・ニューマン | 4:11 |
| 4.  | 「がらくただって?」              |      |            | ランディ・ニューマン | 2:41 |
| 5.  | 「サニーサイド保育園」           |      |            | ランディ・ニューマン | 2:20 |
| 6.  | 「ウッディの脱出」               |      |            | ランディ・ニューマン | 4:40 |
| 7.  | 「おいでいい子たち」             |      |            | ランディ・ニューマン | 2:06 |
| 8.  | 「ロッツォに会いに」             |      |            | ランディ・ニューマン | 3:37 |
| 9.  | 「悪いバズ」                     |      |            | ランディ・ニューマン | 2:22 |
| 10. | 「ロッツォの秘密」               |      |            | ランディ・ニューマン | 5:59 |
| 11. | 「スペイン・バズ」               |      |            | ランディ・ニューマン | 3:31 |
| 12. | 「デイジーはどうだったんだ?」    |      |            | ランディ・ニューマン | 2:07 |
| 13. | 「ゴミ捨て場へ」                 |      |            | ランディ・ニューマン | 3:51 |
| 14. | 「クレーン」                     |      |            | ランディ・ニューマン | 3:57 |
| 15. | 「家に帰ろう」                   |      |            | ランディ・ニューマン | 3:22 |
| 16. | 「さよなら」                     |      |            | ランディ・ニューマン | 4:55 |
| 17. | 「ズー・ズー（ケンのテーマ）」   |      |            | ランディ・ニューマン | 0:35 |

この他、ゲイリー・ライトの"Dream Weaver"とシックの"Le Freak"が使われた。

## トリビア
- オープニングとエンディングの空に浮かぶ雲は、1作目のアンディーの旧宅の部屋の壁紙と同じ形をしている。
- 劇中に自社商品を登場させる事でセールスに好影響をもたらす事を経験したマテル社のスポンサードの影響で、本作品にはマテルに実在するおもちゃが多く登場する事となる。特に『トイ・ストーリー2』ではバービーが登場したが、本作品でもバービー、そしてボーイフレンドのケンも登場する。
- 前2作でスリンキー・ドッグの声を担当したジム・バーニーが2000年に死去したため、本作ではブレイク・クラークが声を担当。また、前2作でレニー役、ウィージー役[注 17]、ハイムリック役を担当したジョー・ランフトも2005年に死去したため、レニー、ハイムリックの登場は無く、冒頭のホームビデオでのウィージーの台詞も無かった。また、ヨーデル・ジェシー役のメアリー・ケイ・バーグマンも1999年に死去したため、ジェシーの声はジョーン・キューザックに統一された。
- 2000年3月7日放送分の『おはスタ』（テレビ東京系）にておはスタ番長が前作『トイ・ストーリー2』のインタビューの時、ジョン・ラセターに次回作（つまり本作）に「おはッス」の依頼を申し入れたが、本編にはそのシーンは無かった。
- 日本語吹き替え版ではグリーン・アーミー・メンの部下と、新キャラのお豆3兄妹役の声優を一般公募で選出するキャンペーンを実施した（応募期間は2010年2月18日 - 3月11日。応募は携帯サイトからのみ）[40]。
- スタジオジブリの映画『となりのトトロ』から大トトロが出演する。理由は、ジブリとピクサーが長年の付き合いで、宮崎駿監督がおもちゃでなら出演を許諾したためである[41]。
- ピクサーの過去作から様々なキャラがカメオ出演している。
- - 『カーズ』や『バグズ・ライフ』との共通点が多く、レッド（アメリカン・ラフランス消防車）やハイファー（牛）、ライトニング・マックィーン（NASCARストックカーとルマンレーシングカーの合成デザイン）やフランシス（テントウムシ）のようなミニカーがサニーサイドにあり、また、アンディの3ドアハッチバックがチュキやP.T.フリー（例えれば、N15型パルサーセリエやEG型スポーツシビック等の、日本製ハッチバック風）に類似してある。更にはサニーサイドに通っている、メガネをかけた幼稚園児はライトニング・マックィーンのゼッケンがプリントされている服を着ている。アンディーの部屋に『カーズ2』に登場する新キャラクター「フィン・マックミサイル」がいるほか、カレンダーにスノット・ロッド（プリムス・AARクーダ）と思われる車がいる。また、冒頭の空想シーンに登場する機関車についてある「95」の数字は、マックイーンの番号と同じ(=トイ・ストーリー誕生年)である。更には、チョウチョ組の玩具たちが自販機の中で談義をしているとき、ゼッケン84のレーシングカーのスポンサー「リボルティング」の電池がある。また、サニーサイドでウッディーが天井裏からイモムシ組へ忍び込む際、バグズライフに登場するアッタ姫のスペリングである「ATTA」が写る。更にはトゥイッチの足がホッパーの足に類似している。
  - また、『ファインディング・ニモ』との共通点も多く、チョウチョ組のおもちゃとしてエイ先生があり、ボニーのひざに貼ってあったバンソウコウにはドリーが描かれていて、また、ウッディが木から落ちて、地上すれすれになるシーンの背景に壁の模様に小さくマーリンとドリーが描かれている。
  - アンディーの部屋の掲示板に、『カールじいさんの空飛ぶ家』のカールとエリーの手紙が貼ってある。ちなみに、『カールじいさん』本編でカールの家が町を飛び立つ際、一瞬出て来る女の子の部屋には、本作公開に先んじてロッツォが登場していた。
  - ロッツォに案内されチョウチョ組を通る際、右下にグリーン・アーミー・メンのバケツとティンカー・トイ（冒頭の空想シーンで鉄橋を形成していたおもちゃ）が見える。
  - イモムシ組に子供たちが入ってくる際、棚の下に隠れているのはピクサー初期の短編アニメ『ティン・トイ』のおもちゃ（リメイクされている）である。
  - バズに内蔵された電池に、BNL社のロゴが入っている。
  - ボニーのバッグの柄は、ルーカスフィルム時代に制作された短編『アンドレとウォーリーB.の冒険』のウォーリーB.である。
  - アンディの家のオモチャ箱に「ウッディのラウンドアップ」に出てきたビーバーのステッカーが貼ってある。
  - ウッディが木から落ちて、地上すれすれになるシーンの背景の壁の模様にとても小さく、短編『ルクソーJr.』のボールが描かれている。また、『ルクソーJr.』のボールはエンディングのシーンにも出てくる。
  - ロッツォ、ビッグ・ベビー、チャックルズが雨の中サニーサイドまで移動する際に乗っていたのが、ピクサーでお馴染みのピザ・プラネットの車である。また、アンディの部屋にはピザプラネットのカレンダーと2$Offのチケットが貼ってある。
- アンディの母のミニバンのナンバープレートは過去作から変わっていないようで、新車になった今作でもやはり「A113」である。
- 今作では、多くのおもちゃがいなくなっているが、冒頭のホームビデオでは、トロール、バレルオブモンキー、RC、ロボット、エッチ・ア・スケッチ、スネーク、ウィージー、ボー・ビープが見られる。また、サニーサイドに緑色の髪のトロールがいる。
- オープニングにてポテトヘッド夫婦の手下と化したエイリアンたちがシボレーコルベット C5を運転している。車体に貼られているマークもコルベットのマーク、そのものであった。ピクサー作品にてオリジナルデザインの車が多い中、実在の車両が登場するのは『カーズ』シリーズ以外では異例である。ちなみに、この車はバービーのものである。
- クライマックスのゴミ埋立地で巨大な焼却炉へ向かうベルトコンベアーから脱出する際、バズがつかまったランチボックスはTVシリーズ『600万ドルの男』の絵柄のもので、リー・アンクリッチ監督は小さい頃、このランチボックスを実際に持っていたという。
- ロッツォは、次回作である『カーズ2』で車になって登場する。ウッディとバズ、ハムに続き、トイ･ストーリーシリーズでは4人目である。
- ロッツォのダンプカーは『カーズ2』でコロッサス・XXLという巨大ダンプカーとしてラジエーター・スプリングスに登場する。
- ビッグ・ベビーの声優はウッディという名前だが、これはまったくの偶然であり、オーディションによって配役が決定した後に、監督はその赤ちゃんの名前がウッディであることを知った。
- フランスの自動車メーカープジョーのミニバン、5008とのタイアップを行っていた[42]。

## テレビ放映
| 回数 | 放送局     | 放送枠           | 放送形態       | 放送日        | 放送時間       | 放送分数 | 平均世帯 視聴率 | 備考 |
| ---- | ---------- | ---------------- | -------------- | ------------- | -------------- | -------- | --------------- | --- |
| 1    | テレビ朝日 | 日曜洋画劇場     | 本編ノーカット | 2012年7月8日  | 21:00 - 23:10  | 130分    | 12.8%           | 『メリダとおそろしの森』の公開を記念し、地上波初放送。                                                                 |
| 2    | フジテレビ | 金曜プレミアム   | 本編ノーカット | 2015年7月3日  | 21:00 - 22:52  | 112分    | 8.4%            | 『日曜洋画劇場』と違い放送時間が18分短いこともありエンドロールは小窓で高速再生され、エピローグはまるごとカットされた。 |
| 3    | 日本テレビ | 金曜ロードSHOW!  | 本編ノーカット | 2018年3月23日 | 21:00 - 22:54  | 114分    | 11.0%           | 2回目同様、エンドロールとエピローグがカットされた。                                                                    |
| 4    | テレビ朝日 | （なし）         | 本編ノーカット | 2019年7月6日  | 22:15 - 翌0:20 | 125分    | 5.0%            | |
| 5    | 日本テレビ | 金曜ロードSHOW！ | 本編ノーカット | 2020年5月8日  | 21:00 - 22:54  | 114分    | 12.6%           | エンドロールは小窓で高速再生され、エピローグはカットされた。                                                           |
| 6    | 日本テレビ | 金曜ロードショー | 本編ノーカット | 2022年6月17日 | 21:00 - 22:54  | 114分    | 8.4%            | エンドロールは小窓で高速再生され、エピローグはカットされた。                                                           |
| 7    | 日本テレビ | 金曜ロードショー | 本編ノーカット | 2024年9月20日 | 21:00 - 22:59  | 119分    | 6.1%            | エンドロールは小窓で高速再生され、エピローグはカットされた。                                                           |

- 視聴率はビデオリサーチ調べ、関東地区・世帯・リアルタイム。
- 有料放送であるディズニーXDでは、特別編成「ディズニーXDムービー ゲキナツ! 映画祭」内で放送され、チャンネル内ではこれが初放送となった[47]。

## キャッチコピー
- NO TOY GETS LEFT BEHIND（アメリカ）
- 「さよならなんて、言えないよ…」（日本）
- さよなら、おもちゃたち。（日本）
- どうして君は、大人になるのだろう…。どうして僕は、大人になれないのだろう…。（日本）